# Polyommatus iphis
Polyommatus iphis är en fjärilsart som beskrevs av Johann Wilhelm Meigen 1830. Polyommatus iphis ingår i släktet Polyommatus och familjen juvelvingar. Inga underarter finns listade i Catalogue of Life.